# Emil Richli
Emil "Emilio" Richli, né le 24 octobre 1904 à Zurich et mort le 13 mai 1934 dans la même ville, est un coureur cycliste suisse, spécialiste de la course sur piste. Le bilan d’Emilio Richli est constitué par sept victoires en courses de Six-Jours et un nombre incalculable de succès tant en américaines, en individuelles, en omnium et autres spécialités.

## Biographie
Richli commence à courir en 1923. Il participe à l'épreuve de poursuite par équipes aux Jeux olympiques d'été de 1924. Il vient à Paris. Membre du Lutèce Sportif, il quitte la route pour la piste et cherche à se faire une place en vitesse ; il a alors comme adversaire Abegglen, qui porte les couleurs du club parisien Gros-Caillou Sportif. Après avoir glané plusieurs succès à Paris comme amateur, Richli s’en va en Allemagne. Il est managé par Pierre Viel qui l’incite à quitter les américaines pour tenter fortune dans le demi-fond, mais Richli n’insiste pas, après quelques semaines d’essais, qui ne lui donnent pas les résultats attendus. 
C’est à Milan, en 1927, que Richli débute dans les Six Jours avec Henri Suter comme équipier. Plus tard, Viel associe son poulain suisse à son poulain hollandais, et l’équipe Richli-Piet Van Kempen connait de nombreux succès. Durant la saison hivernale 1928-29, il gagne quatre six jours : à Francfort, à Leipzig, à Stuttgart et à Breslau. Il va au États-Unis, associé à Paul Buschenhagen, sans succès, mais plus tard il gagne avec Grimm les Six Jours de Chicago. 
En 1932, après que Kaufmann eut terminé sa carrière, il prend la place de premier sprinter suisse et garde le titre et le maillot jusqu’à sa chute mort. Il gagne en compagnie de Broccardo, à Cologne, une autre aux côtés de Pijnenhurg, une autre étoile révélée par Viel, à Stuttgart en 1931. 
Lors de la finale des championnats nationaux de vitesse sur piste, il tombe lourdement et décède trois jours plus tard à la suite d'une fracture du crâne.

## Palmarès
- 1928
  - Six jours de Francfort (avec Willy Rieger)
- 1929
  - Six jours de Breslau (avec Willy Rieger)
  - Six jours de Stuttgart (avec Pietro Linari)
  - Six jours de Leipzig (avec Karl Göbel)
- 1931
  -  Champion de Suisse de vitesse sur piste
  - Six jours de Chicago (avec Willie Grimm)
- 1932
  -  Champion de Suisse de vitesse sur piste
  - Six jours de Cologne (avec Paul Broccardo)
- 1933
  -  Champion de Suisse de vitesse sur piste
  - Six jours de Stuttgart (avec Jan Pijnenburg)